# Аліфатичні сполуки

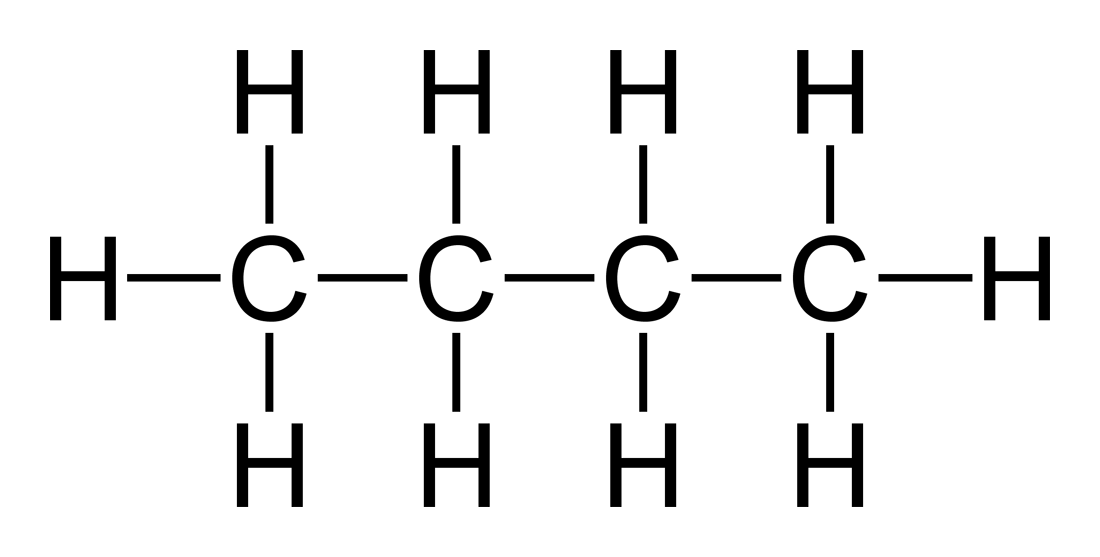
н-Бутан — приклад аліфатичної нециклічної сполуки

Аліфати́чні сполу́ки — це органічні сполуки, які не містять ароматичних кілець. Крім вуглеводнів, до аліфатичних сполук можуть належати різноманітні інші типи органічних сполук, такі як спирти, кетони, альдегіди, кислоти, естери тощо. Згідно з IUPAC, циклічні сполуки можуть бути аліфатичними, якщо вони не ароматичні.

Метилциклогексан — приклад аліфатичної циклічної сполуки

Аліфатичні сполуки можуть бути як насиченими, так і ненасиченими, і можуть бути класифіковані на основі типу хімічного зв'язку, який існує між атомами вуглецю.

## Загальний опис
Аліфатичні сполуки входять до складу нафти, природних газів, каучуку та ін. Використовуються в найрізноманітніших органічних синтезах.